# Faruk Salgar
 (septembre 2023).
Si vous disposez d'ouvrages ou d'articles de référence ou si vous connaissez des sites web de qualité traitant du thème abordé ici, merci de compléter l'article en donnant les références utiles à sa vérifiabilité et en les liant à la section « Notes et références ».
Faruk Salgar (né le 7 janvier 1962 à Şanlıurfa et mort le 28 juin 2023 à Bodrum) est un chanteur turc de musique classique, chef de chœur.

## Biographie
Dès son plus jeune âge il a commencé à s'intéresser à la musique turque. Pendant ses études secondaires, il a participé aux activités du Chœur de musique turque de l'Université d'Istanbul dirigé par Süheyla Altmışdört. En 1980, il a été admis au Conservatoire d'État de musique turque de l'Université technique d'Istanbul.
En 1981, il a réussi l'examen d'artiste stagiaire ouvert par la TRT (Radio et Télévision turque) et a obtenu le droit de participer aux cours organisés au sein de l'institution.
Pendant sa formation au conservatoire et à la TRT, il a suivi des cours auprès de nombreux enseignants tels qu'Alâeddin Yavaşca, Bekir Sıdkı Sezgin, Tülûn Korman, Necdet Varol, Ercüment Berker, Abdi Coşkun, Yalçın Tura, Can Etili, Nida Tüfekçi, Yücel Paşmakçı, Demirhan Altuğ, Güher Güney et Faruk Timurtaş.
En 1983, il a chanté en tant qu'artiste invité lors des concerts du Chœur d'État de musique classique turque dirigé par Nevzad Atlığ.
En 1984, il a commencé à travailler à la TRT İstanbul Radyosu en tant qu'artiste vocal.
En 2005, il a été nommé directeur de la musique turque à la TRT, membre du Comité de répertoire de la TRT, et président du Comité de surveillance de l'exécution à la Radio d'Istanbul. La même année, il a commencé à donner des cours de répertoire dans le département d'éducation vocale de l'École d'État de musique turque de l'Université technique d'Istanbul.
Il a été l'animateur et le soliste du programme intitulé Radyo Günleri diffusé sur la chaîne TRT Müzik. Entre 2011 et 2013, il a assumé les fonctions de directeur de la musique populaire turque à la TRT et de directeur des musiques polyphoniques à la TRT. En 2001, il est devenu le chef de chœur de la Société de musique d'Eyüp et a dirigé les chœurs du Conservatoire de musique de Bakırköy de 2001 à 2015.
En 2018, il a pris sa retraite de TRT İstanbul Radyosu. En 2015, il a commencé à travailler en tant que chef de chœur dans les ensembles de chorale Fasıl, Bergüzar, Gülizar et Nevbahar, ainsi qu'en tant qu'instructeur dans le département de conservatoire à temps partiel de l'Association des études musicales académiques de Bakırköy.
Faruk Salgar est le père de musicienne Merve Salgar.
Le 28 juin 2023, il est décédé à Bodrum des suites d'une crise cardiaque.